# Король Бутану
Король Бутану, або Друк Г'ялпо (в перекладі з дзонг-ке Драконовий король) — глава держави в Бутані.
Наразі королем Бутану є Джігме Кхесар Намг'ял Вангчук, який є представником династії Вангчук і п'ятим Друк Г'ялпо. Він носить корону королів Бутану, національний символ влади в Бутані. Його правильно називати Mi'wang 'Ngada Rimboche (Його Величність) і 'Ngada Rimboche (Ваша Величносте).
Король Джігме Кхесар Намг'ял Вангчук є наймолодшим царюючим монархом у світі. Він зійшов на престол 6 листопада 2008 року у віці 28 років після свого батька Джігме Сінг'є Вангчука, який зрікся престолу на його користь.
Джігме Сінг'є Вангчук є творцем програми ВНЩ (Валового національного щастя).

## Список королів Бутану
- Його Величність Уг'єн Вангчук (1-й Друк Г'ялпо)
- Його Величність Джігме Вангчук (2-й Друк Г'ялпо)
- Його Величність Джігме Дорджі Вангчук (3-й Друк Г'ялпо)
- Його Величність Джігме Сінг'є Вангчук (4-й Друк Г'ялпо)
- Його Величність Джігме Кхесар Намг'ял Вангчук (5-й Друк Г'ялпо)